# 伊莉莎白鎮區 (明尼蘇達州奧特泰爾縣)
伊莉莎白鎮區（英語：Elizabeth Township）是位於美國明尼蘇達州奧特泰爾縣的一個行政鎮區。

## 地方資料
伊莉莎白鎮區的面積為92.13平方千米，當中陸地面積為82.38平方千米，而水域面積為9.75平方千米。根據2020年美國人口普查的數據，當地共有人口843人，而人口密度為每平方千米9.15人。